# Spes Volley Conegliano 2011-2012
Questa voce raccoglie le informazioni riguardanti la Spes Volley Conegliano nelle competizioni ufficiali della stagione 2011-2012.

## Stagione
La stagione 2011-12 è per la Spes Volley Conegliano la quarta consecutiva in Serie A1: dopo l'addio di Dragan Nešić, sulla panchina viene chiamato il giovane allenatore Marco Gaspari, mentre la rosa viene quasi completamente stravolta, con le sole conferme di Alessandra Crozzolin, Linda Martinuzzo, Carlotta Daminato e Carla Rossetto; tra i principali acquisti quello di Veronica Angeloni, Emilija Nikolova e Kathleen Weiß.
Il campionato inizia con due sconfitte consecutive: la prima vittoria arriva alla terza giornata in casa dell'Asystel Volley a Novara, per 3-2; per un nuovo successo bisognerà poi aspettare la settima giornata contro la Pallavolo Villanterio. Dopo due nuovi stop e la vittoria al tie-break contro il Robursport Volley Pesaro, la società si ritira dal campionato per motivi economici.

## Organigramma societario
Area direttiva
- Presidente: Giovanni Lucchetta

Area tecnica
- Allenatore: Marco Gaspari
- Allenatore in seconda: Franco Norbiato

Area sanitaria
- Medico: Cesare Mariani
- Fisioterapista: Stefano Galisi
- Preparatore fisico: Riccardo Ton

## Rosa
| N° | Nome                 | Ruolo | Data di nascita  | Nazionalità sportiva |
| -- | -------------------- | ----- | ---------------- | -------------------- |
| 2  | Veronica Angeloni    | S     | 6 luglio 1986    | Italia               |
| 3  | Maria Teresa Gallas  | P     | 3 dicembre 1976  | Italia               |
| 4  | Ioana Nemțanu        | S     | 1º gennaio 1989  | Romania              |
| 5  | Francesca Kirwan     | S     | 22 dicembre 1993 | Italia               |
| 6  | Kathleen Weiß        | P     | 2 febbraio 1984  | Germania             |
| 7  | Carlotta Daminato    | L     | 2 maggio 1993    | Italia               |
| 10 | Kristin Richards     | S     | 30 giugno 1985   | Stati Uniti          |
| 11 | Linda Martinuzzo     | C     | 10 ottobre 1992  | Italia               |
| 12 | Carla Rossetto       | L     | 20 dicembre 1984 | Italia               |
| 14 | Emilija Nikolova     | S/O   | 26 dicembre 1991 | Bulgaria             |
| 15 | Alessandra Crozzolin | C     | 8 dicembre 1977  | Italia               |
| 18 | Serena Malvestito    | C     | 21 agosto 1988   | Italia               |

## Mercato
| Acquisti | Acquisti            | Acquisti         | Acquisti   |
| R.       | Nome                | da               | Modalità   |
| -------- | ------------------- | ---------------- | ---------- |
| S        | Veronica Angeloni   | Sirio Perugia    | definitivo |
| P        | Maria Teresa Gallas | Voghiera         | definitivo |
| S        | Francesca Kirwan    | Albatros Treviso | definitivo |
| C        | Serena Malvestito   | Cuatto Giaveno   | definitivo |
| S        | Ioana Nemțanu       | Tomis Constanța  | definitivo |
| S/O      | Emilija Nikolova    | Tomis Constanța  | definitivo |
| S        | Kristin Richards    | Lokomotiv Baku   | definitivo |
| P        | Kathleen Weiß       | İqtisadçı        | definitivo |

| Cessioni | Cessioni             | Cessioni         | Cessioni   |
| R.       | Nome                 | a                | Modalità   |
| -------- | -------------------- | ---------------- | ---------- |
| S        | Veronica Angeloni    | Zareč'e Odincovo | svincolata |
| S        | Giada Benazzi        | ?                | definitivo |
| L        | Carlotta Daminato    | -                | svincolata |
| P        | Frauke Dirickx       | Dąbrowa Górnicza | definitivo |
| C        | Alessandra Crozzolin | -                | svincolata |
| S        | Valentina Fiorin     | Ageo Medics      | definitivo |
| P        | Maria Teresa Gallas  | ?                | svincolata |
| C        | Simona Gioli         | Fakel            | definitivo |
| S        | Francesca Kirwan     | ?                | svincolata |
| C        | Serena Malvestito    | River            | svincolata |
| C        | Dragana Marinković   | Universal Modena | definitivo |
| C        | Linda Martinuzzo     | Time Matera      | svincolata |
| S        | Ioana Nemțanu        | -                | svincolata |
| S/O      | Emilija Nikolova     | Yeşilyurt        | svincolata |
| S        | Dobriana Rabadžieva  | Rabitə Baku      | definitivo |
| S        | Kristin Richards     | River            | definitivo |
| L        | Carla Rossetto       | Crema            | svincolata |
| P        | Rachele Sangiuliano  | Le Cannet        | definitivo |
| S        | Marika Serafin       | Fakel            | definitivo |
| L        | Alessia Tonon        | ?                | definitivo |
| S/O      | Carmen Țurlea        | River            | definitivo |
| P        | Kathleen Weiß        | Chieri           | svincolata |

## Risultati

### Serie A1

#### Girone di andata
| 1ª giornata - 9 ottobre 2011 Zoppas Arena, Conegliano    | Spes Conegliano     | 0 - 3 | Busto Arsizio     | 24-26, 20-25, 12-25               |
| 2ª giornata - 16 ottobre 2011 PalaMondolce, Urbino       | Robur Tiboni Urbino | 3 - 0 | Spes Conegliano   | 25-14, 25-15, 25-23               |
| 3ª giornata - 22 ottobre 2011 Sporting Palace, Novara    | Asystel             | 2 - 3 | Spes Conegliano   | 26-24, 21-25, 23-25, 25-19, 15-17 |
| 4ª giornata - 30 ottobre 2011 Zoppas Arena, Conegliano   | Spes Conegliano     | 0 - 3 | Bergamo           | 26-28, 14-25, 15-25               |
| 5ª giornata - 22 novembre 2011 Zoppas Arena, Conegliano  | Spes Conegliano     | 2 - 3 | Chieri            | 25-21, 27-25, 18-25, 21-25, 12-15 |
| 6ª giornata - 27 novembre 2011 Zoppas Arena, Conegliano  | Spes Conegliano     | 1 - 3 | Universal Modena  | 13-25, 20-25, 25-23, 19-25        |
| 7ª giornata - 3 dicembre 2011 PalaRavizza, Pavia         | Pavia               | 1 - 3 | Spes Conegliano   | 13-25, 25-23, 12-25, 23-25        |
| 8ª giornata - 11 dicembre 2011 Zoppas Arena, Conegliano  | Spes Conegliano     | 0 - 3 | Villa Cortese     | 20-25, 16-25, 15-25               |
| 9ª giornata - 18 dicembre 2011 PalaFranzanti, Piacenza   | River               | 3 - 1 | Spes Conegliano   | 25-21, 25-23, 25-27, 25-18        |
| 10ª giornata - 26 dicembre 2011 Zoppas Arena, Conegliano | Spes Conegliano     | 3 - 2 | Robursport Pesaro | 25-19, 20-25, 23-25, 25-18, 15-11 |

## Statistiche

### Statistiche di squadra
| Competizione | Punti | In casa | In casa | In casa | In trasferta | In trasferta | In trasferta | Totale | Totale | Totale |
| Competizione | Punti | G       | V       | P       | G            | V            | P            | G      | V      | P      |
| ------------ | ----- | ------- | ------- | ------- | ------------ | ------------ | ------------ | ------ | ------ | ------ |
| Serie A1     | 8     | 6       | 1       | 5       | 4            | 2            | 2            | 10     | 3      | 7      |
| Totale       | -     | 6       | 1       | 5       | 4            | 2            | 2            | 10     | 3      | 7      |

G = partite giocate; V = partite vinte; P = partite perse